# Länsrätten i Göteborg
Länsrätten i Göteborg var en svensk länsrätt, vars domkrets omfattade de delar av Västra Götalands län som tidigare utgjorde Göteborgs och Bohus län. Kansliort var Göteborg. Länsrätten i Göteborg låg under Kammarrätten i Göteborg. Länsrätten i Göteborg var Sveriges näst största länsrätt, bara Länsrätten i Stockholms län var större. 2010 ersattes Länsrätten i Göteborg av den nya Förvaltningsrätten i Göteborg.
Förutom de allmänna förvaltningsrättsliga mål som överklagades till länsrätten, var Länsrätten i Göteborg migrationsdomstol.

## Domkrets
I och med att Länsrätten i Göteborgs domkrets omfattade det tidigare Göteborgs och Bohus län, omfattade domkretsen Göteborgs, Härryda, Kungälvs, Lysekils, Munkedals, Mölndals, Orusts, Partille, Sotenäs, Stenungsunds, Strömstads, Tanums, Tjörns, Uddevalla och Öckerö kommuner.  Beslut av kommunala myndigheter i dessa kommuner överklagades därför som regel till Länsrätten i Göteborg. Mål om offentlighet och sekretess överklagades dock direkt till Kammarrätten i Göteborg.

## Centrala statliga myndigheter vars beslut överklagades till Länsrätten i Göteborg
En länsrätt prövade som huvudregel alla de beslut av centrala statliga myndigheter som överklagades till länsrätt, där myndighetens säte låg inom länsrättens domkrets. Beslut som överklagades från Fiskeriverket i Göteborg överklagades till Länsrätten i Göteborg.
Överklaganden till länsrätt togs upp av Länsrätten i Göteborg när överklagandet avsåg beslut av Regeringskansliet i ärende enligt lagen (2003:491) om konsulärt ekonomiskt bistånd eller beslut av en utlandsmyndighet.
Från den 15 februari 2010 tillhör domkretsen Förvaltningsrätten i Göteborg.